# ميتاسبلوت
ميتاسبلويت (بالإنجليزية: Metasploit)‏ هو مشروع يهتم بالأمن المعلوماتي عبر البحث في الثغرات الأمنية ويساعد في اختبارات الاختراق وتطوير أنظمة كشف التسللات. وأهم إنجازات هذا المشروع هو منصة ميتاسبلويت المفتوحة المصدر وهي أداة تقوم بفتح منفذ في الجهاز المستهدف بهدف اختراقه.

## تاريخها
أنشأت ميتاسبلويت من قبل HD Moore سنة 2003، كأداة شبكية محمولة مبرمجة بلغة بيرل. سنة 2007 أعيد برمجتها كليا بواسطة لغة روبي.
سنة 2009 أعلن أنه وقع الإستحواذ عليها من قبل Rapid7، وهي شركة أمنية حلول لمعالجة نقاط الضعف في الأنظمة.
و كما أنه يمكن استعمال Metasploit للبحث عن ثغرات الأنظمة فإنه يمكن من خلالها إجراء اختراقات غير قانونية/شرعية.

## منصة ميتاسبلويت
المراحل التي تتم لإجراء اختبار اختراق عبر المنصة هي:
1. اختيار واعداد لعمل الهجمة (باختيار واحدة من بين أكثر من 1577 ثغرة موجودة على مختلف الانظمة من وندوز، ماك أو لينكس
2. التحقق من أن النظام المستهدف يمكن تطبيق الاختراق عليه
3. اختيار واعداد البايلود (برمجية ضارة يرسلها المخترق للضحية لفتح قناة تواصل وتشبه في طريقة عملها فيروس حصان طروادة أو فيروس الدودة وعلى سبيل المثال يمكن استغلالها في عمل تحكم عبر بروتوكول VNC)
4. اختيار طريقة تشفير لتجاوز أنظمة كشف التسللات كتلك الموجودة في مضادات الفيروسات
5. تنفيذ الهجمة

و هذه الخطوات المتبعة لتنفيذ أي هجوم عبر أي بايلود وعمل الميتاسبلويت هنا هو تسهيل عمل المخترقين.
كما نذكر أن الميتاسبلويت يعمل على أغلب أنظمة يونكس (تشمل لينكس والماك) والوندوز وهو متوفر بعدة لغات.
لجمع المعلومات اللازمة حول الجهاز المستهدف لا بد للمخترق من جمع المعلومات المناسبة كنظام التشغيل والخدمات الشبكية المستعملة.
بعض هذه المعلومات يمكن جمعها عبر أدوات مثل Nessus.

## روابط خارجية
- الموقع الرسمي